# Парламентские выборы на Кубе (2018)
Парламентские выборы 2018 года на Кубе были проведены 11 марта. На них были избраны члены Национального собрания народной власти наряду с местными выборами. Президент Рауль Кастро не будет выдвигаться на новый срок, и новый Председатель Государственного совета будет избран Национальным собранием.

## Избирательная система
Национальная ассамблея народной власти является однопалатным парламентом Кубы, в него входят 605 депутатов, избираемых по одному от каждого округа. Чтобы быть избранными, кандидаты должны получить не менее 50 % голосов, в противном случае место остаётся вакантным и по решению Государственного совета должны пройти перевыборы.
Каждый округ представлен единственным кандидатом, одобренным Национальной комиссией по кандидатам. По избирательному закону 50 % кандидатов должны быть муниципальными служащими, остальные кандидаты представляют комитеты защиты революции, группы фермеров, студентов, женщин и молодёжь.

## Результаты
12 марта Национальная избирательная комиссия Кубы, опубликовала предварительные результаты. На пресс-конференции НИК сообщила, что все 605 кандидатов были избраны в качестве депутатов Национальной ассамблеи. НИК также утверждала, что 7 399 891 из 8 926 575 зарегистрированных избирателей приняли участие в голосовании, в результате чего явка избирателей составила 82,9 %. Окончательные результаты были позже опубликованы 19 марта и предположили, что 7 399 891 избирателей, которые участвовали в выборах, составили 85,65 % от числа имеющих право на участие.
| Партия | Голосов   | %      | Мест |
| --- | --------- | ------ | ---- |
| Положительные голоса |           | 94,42  | 605  |
| Пустые бюллетени |           | 4,32   | —    |
| Недействительные бюллетени |           | 1,26   | —    |
| Всего | 7 399 891 | 100,00 | 605  |
| Участие в выборах |           | 82,9   | —    |
| Источник: Comisión Electoral Nacional confirma elección de los 605 diputados de Cuba Архивная копия от 27 марта 2018 на Wayback Machine |           |        |      |